# Чёрные металлы (журнал)
«Черные металлы» — ежемесячный российско-немецкий металлургический журнал, издаваемый в сотрудничестве с немецким изданием — «Stahl und Eisen». Журнал публикует материалы по всему спектру проблем зарубежной и национальной чёрной металлургии.

## История
Летом 1961 г. в издательстве «Металлургия» рамках программы Совета Министров СССР о переводе специализированных зарубежных журналов на русский язык, в Москве начал выходить журнал «Черные металлы», являвшийся русским изданием немецкого металлургического журнала «Stahl und Eisen» («Сталь и железо»). Первоначально русское издание, как и немецкий оригинал, выходило 24 раза в год, причем большинство выпусков было тематическими, посвящёнными отдельным металлургическим переделам и процессам.
Тематика журнала охватывала практически всю чёрную металлургию — от подготовки рудных материалов к металлургической переработке и до чистовой обработки и отделки готовой продукции. Основными разделами журнала «Черные металлы» были производство чугуна и стали, литейное производство, прокатное производство, обработка металлов давлением, нагрев и термообработка, нанесение покрытий и обработка поверхности, металловедение. Журнал «Черные металлы» являлся, таким образом, единственным советским периодическим изданием, освещавшим новости и новинки зарубежной чёрной металлургии (и является таковым и сейчас).
В 1972 г. СССР вступил в Международное соглашение по авторским правам, в результате чего под издание журнала «Черные металлы» была подведена юридическая международная база. Был заключен лицензионный договор на право издания с издательством «Stahleisen»; этот договор периодически продлевается и видоизменяется в соответствии с новыми требованиями, но действует уже свыше 30 лет.
C конца 1980-х гг. журнал «Чёрные металлы» переходит на ежемесячный интервал издания. Это позволило сделать каждый выпуск более объемным и тематически разнообразным. Появились и стали активно развиваться новые рубрики: моделирование и автоматизация производства, организация и управление производством, экономика и финансы, энергетика и экология, из истории металлургии.
Новый этап развития журнала «Черные металлы» наступил в середине 1990-х гг. Его издателем (вместо прекратившего существование издательства «Металлургия») стал Издательский дом «Руда и Металлы», что позволило значительно повысить полиграфическое качество издания. В ходе переговоров с немецким издательством «Stahleisen» было получено разрешение на публикацию рекламных материалов и на публикацию статей российских авторов (был создан специальный раздел «Новости металлургии России и СНГ»). Появились также рубрики «Новости металлургии по странам и регионам» и «Новости науки и техники за рубежом», получившие признание читателей и специалистов. Эти важнейшие новации позволили значительно поднять уровень журнала, сделать его более интересным и подлинно международным изданием.
В последние годы журнал «Черные металлы» стал уделять все большее внимание публикациям об отечественных предприятиях и компаниях, включая их рекламу, пресс-релизы и специальные подборки материалов. Новым направлением являются совместные специальные номера с другими металлургическими изданиями, в частности, с журналами «Цветные металлы» и «Горный журнал».
С 2001 г. журнал «МРТ. Металлургическое производство и технология металлургических процессов» стал выходить в качестве бесплатного ежегодного приложения к журналу «Черные металлы». С 2004 г. приложение МРТ стало выходить уже 2 раза в год.
Перспективы развития журнала «Черные металлы» связаны прежде всего с его универсальным характером, с гармоничным сочетанием публикаций, посвящённых как отечественной, так и зарубежной металлургии.

## Журнал «Черные металлы» сегодня
Журнал «Черные металлы» является одним из наиболее авторитетных изданий в России в области чёрной металлургии. Наряду с переводной частью, регулярно публикуются научно-технические статьи российских металлургов. Таким образом, журнал «Черные металлы» является единственным в России международным научно-техническим металлургическим изданием.
Специфика журнала «Черные металлы», в котором публикуются материалы о последних научных разработках как отечественных, так и зарубежных металлургов, позволяет оперативно и наглядно сравнивать эти разработки и получать максимально полную картину современного состояния и перспектив развития чёрной металлургии в стране и мире. Такая редакционная политика журнала пользуется широкой популярностью у авторов и читателей.
В журнале «Черные металлы» печатаются как отдельные статьи о новых разработках в области чёрной металлургии и опыте их внедрения на металлургических предприятиях, так и комплексные подборки материалов по заводам и технологическим направлениям. Тематика публикаций охватывает весь диапазон металлургического производства: от получения чугуна и стали, литейного и прокатного производства до чистовой обработки, отделки и термообработки готовой продукции. Большое внимание в журнале уделяется самым современным направлениям развития чёрной металлургии (наследственность металла, сверхпластичность, производство труб большого диаметра, микрометаллургические заводы и др.), а также актуальным проблемам экологии, ресурсосбережения и подготовки специалистов.
Журнал «Черные металлы» регулярно публикует информационные и рекламные материалы многочисленных отечественных и зарубежных выставок и конференций, информационным спонсором которых он является.
С 2006 года стал выходить англоязычное издание «Черных металлов» под названием CIS iron & steel review.
Учредителями журнала являются:
- Национальный исследовательский технологический университет «Московский институт стали и сплавов»,
- Магнитогорский государственный технический университет
- ЗАО «Издательский дом „Руда и Металлы“»

Журнал «Черные металлы» издается при участии ОАО АХК «ВНИИМЕТМАШ» имени академика А. И. Целикова и Государственного Эрмитажа.
Журнал по решению ВАК Министерства образования и науки РФ включен в «Перечень ведущих рецензируемых научных журналов и изданий, в которых должны быть опубликованы основные научные результаты диссертаций на соискание ученой степени доктора и кандидата наук» по металлургии.

## Тематические разделы журнала
- Новости металлургии по странам и регионам;
- Что обсуждают металлурги?
- Научно-исследовательские и проектные разработки;
- Строительство и развитие металлургических предприятий;
- Производство чугуна и стали;
- Непрерывная разливка;
- Производство проката;
- Термическая обработка и нанесение покрытий;
- Энергетика и экология;
- Контроль, организация и управление производством;
- Металлургия и автомобилестроение;
- Сталь как материал;
- Экономика и финансы;
- Подготовка и обучение специалистов;
- Производство стали по странам и регионам;
- Новости науки и техники за рубежом;
- Из истории металлургии.